# Kudoa kabatai
Kudoa kabatai is een microscopische parasiet uit de familie Kudoidae. Kudoa kabatai werd in 1979 beschreven door Shulman & Kovaljova in Kovaljova Shulman & Yakovlev. 